# Landkreis Prignitz
Landkreis Prignitz is een dunbevolkte Landkreis in de Duitse deelstaat Brandenburg. De Landkreis telt 76.096 inwoners (31 december 2020) op een oppervlakte van 2.123,31 km². Kreisstadt is Perleberg. De Landkreis valt geografisch grotendeels samen met de landstreek Prignitz, waar hij naar is genoemd; zie onder.

## Steden en gemeentes
Na de gemeentelijke herindeling bestaat Prignitz uit 26 gemeentes waaronder 7 steden. 
(Aantal inwoners per 30 september 2006)
| Steden 1. Bad Wilsnack (2.795) 2. Lenzen (Elbe) (2.594) 3. Meyenburg (2.487) 4. Perleberg (13.039) 5. Pritzwalk (13.274) 6. Putlitz (3.047) 7. Wittenberge (19.630) Zelfstandige gemeenten 1. Groß Pankow (Prignitz) (4.524) 2. Gumtow (3.944) 3. Karstädt (6.940) 4. Plattenburg (3.954) | Gemeenteverbanden 1. Bad Wilsnack/Weisen (6.827) 1. Bad Wilsnack (Stadt) (2.795) 2. Breese (1.636) 3. Legde/Quitzöbel (712) 4. Rühstädt (568) 5. Weisen (1.116) 2. Lenzen-Elbtalaue (4.881) 1. Cumlosen (884) 2. Lanz (874) 3. Lenzen (Elbe) (Stadt) (2.594) 4. Lenzerwische (529) 3. Meyenburg (5.021) 1. Gerdshagen (601) 2. Halenbeck-Rohlsdorf (659) 3. Kümmernitztal (399) 4. Marienfließ (875) 5. Meyenburg (Stadt) (2.487) 4. Putlitz-Berge (5.556) 1. Berge (875) 2. Gülitz-Reetz (544) 3. Pirow (521) 4. Putlitz (Stadt) (3.047) 5. Triglitz (569) |

## De historische landstreekPrignitz

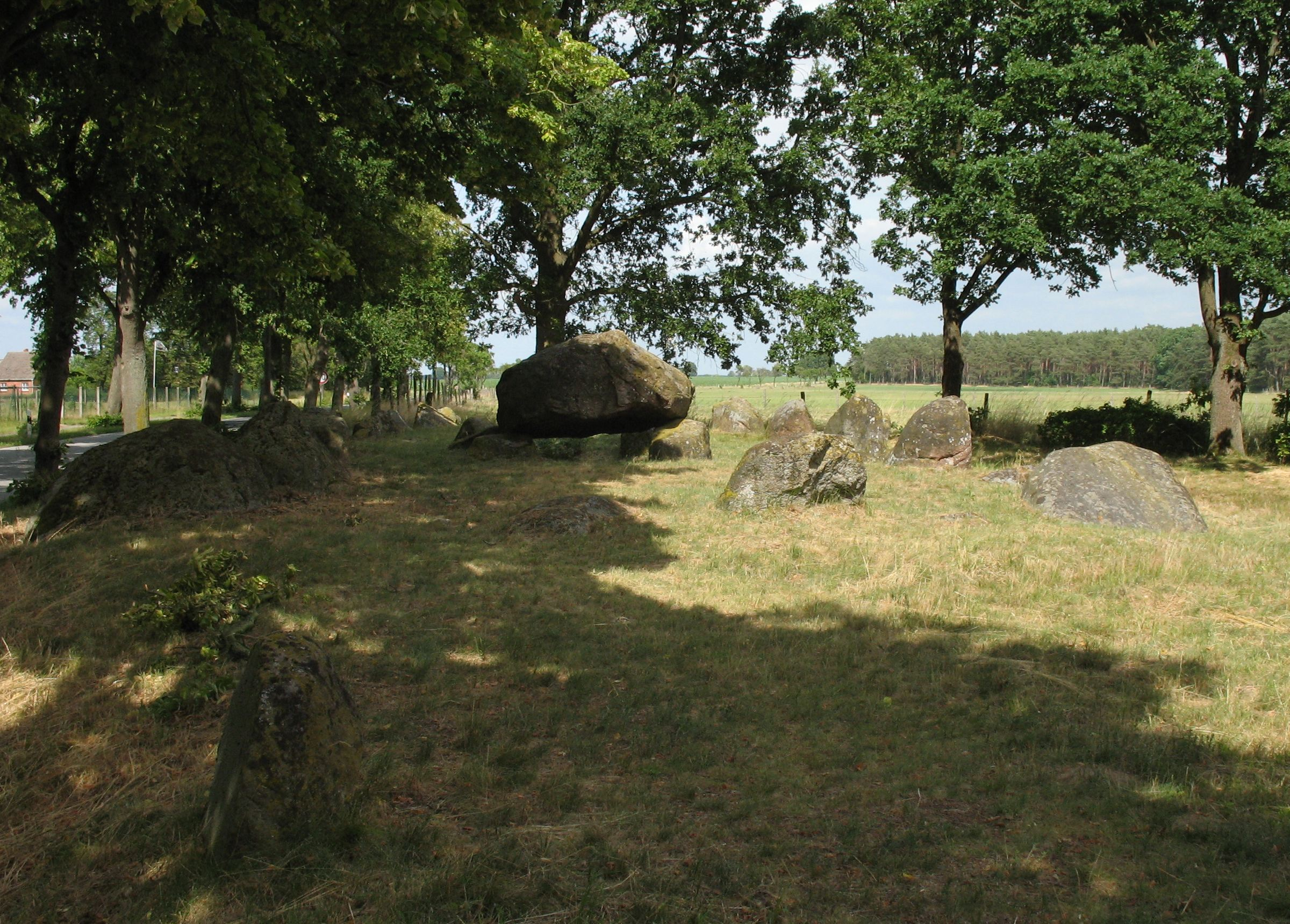
Megalietmonument Großsteingrab Mellen, gemeente Lenzen
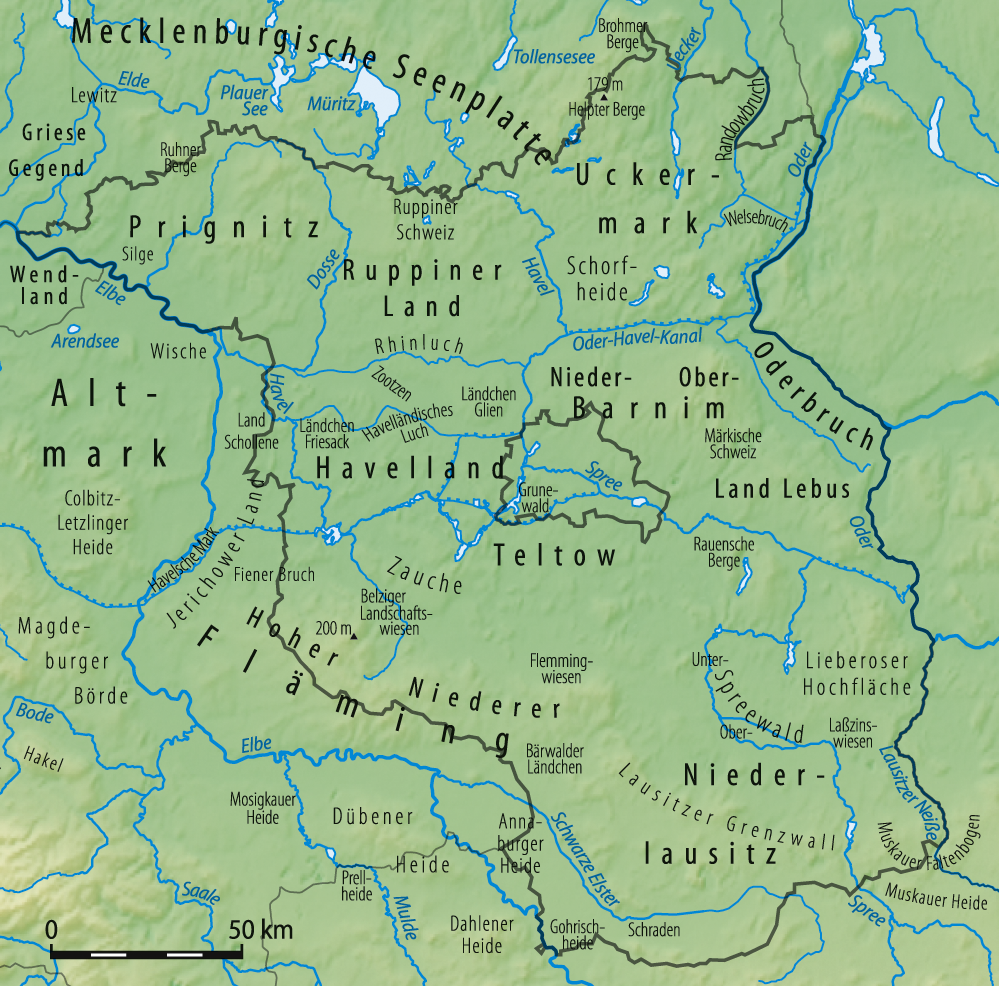
Kaart van de landstreken in Brandenburg; de Prignitz ligt linksboven.
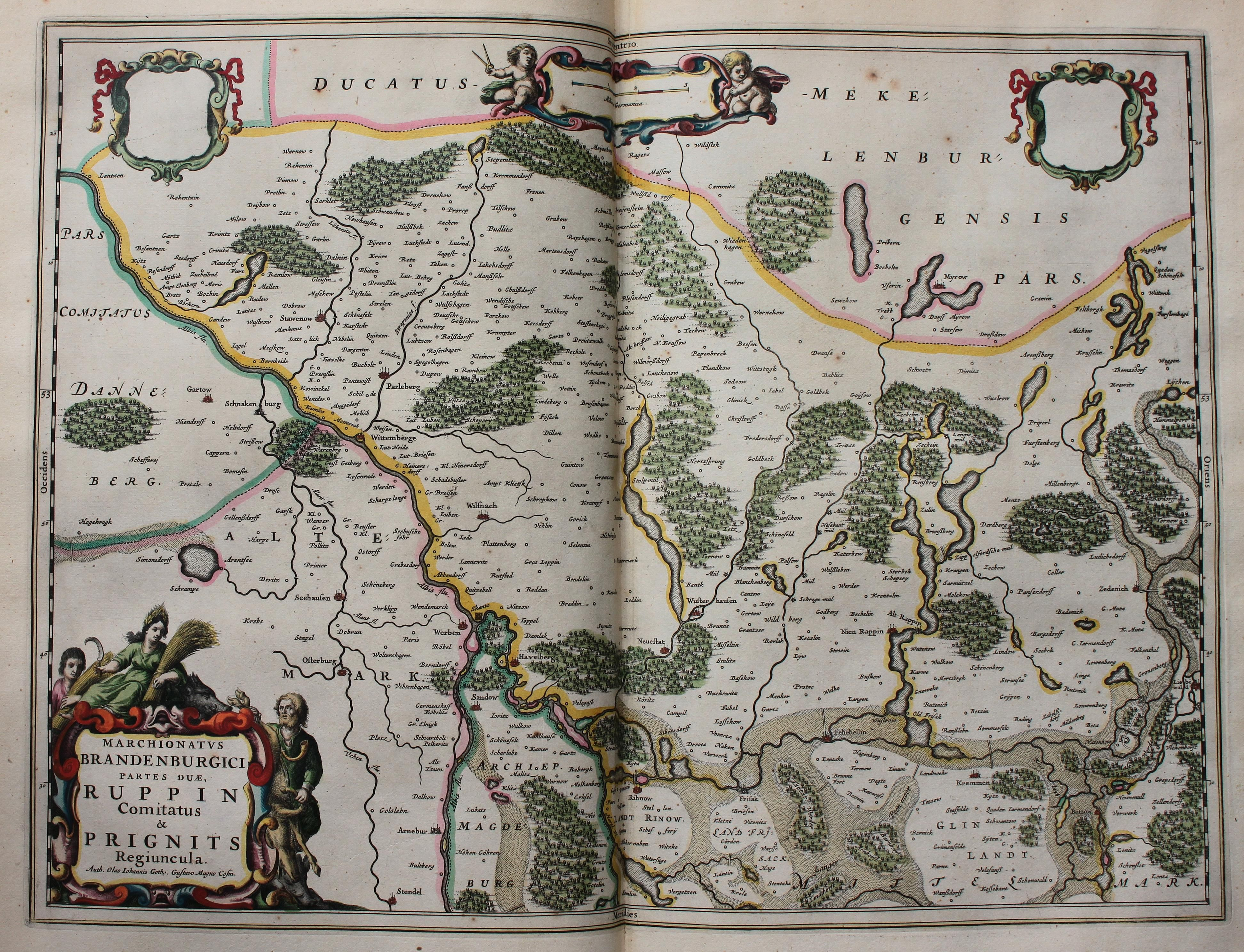
Het gebied op een kaart van Joan Blaeu[3] uit 1659
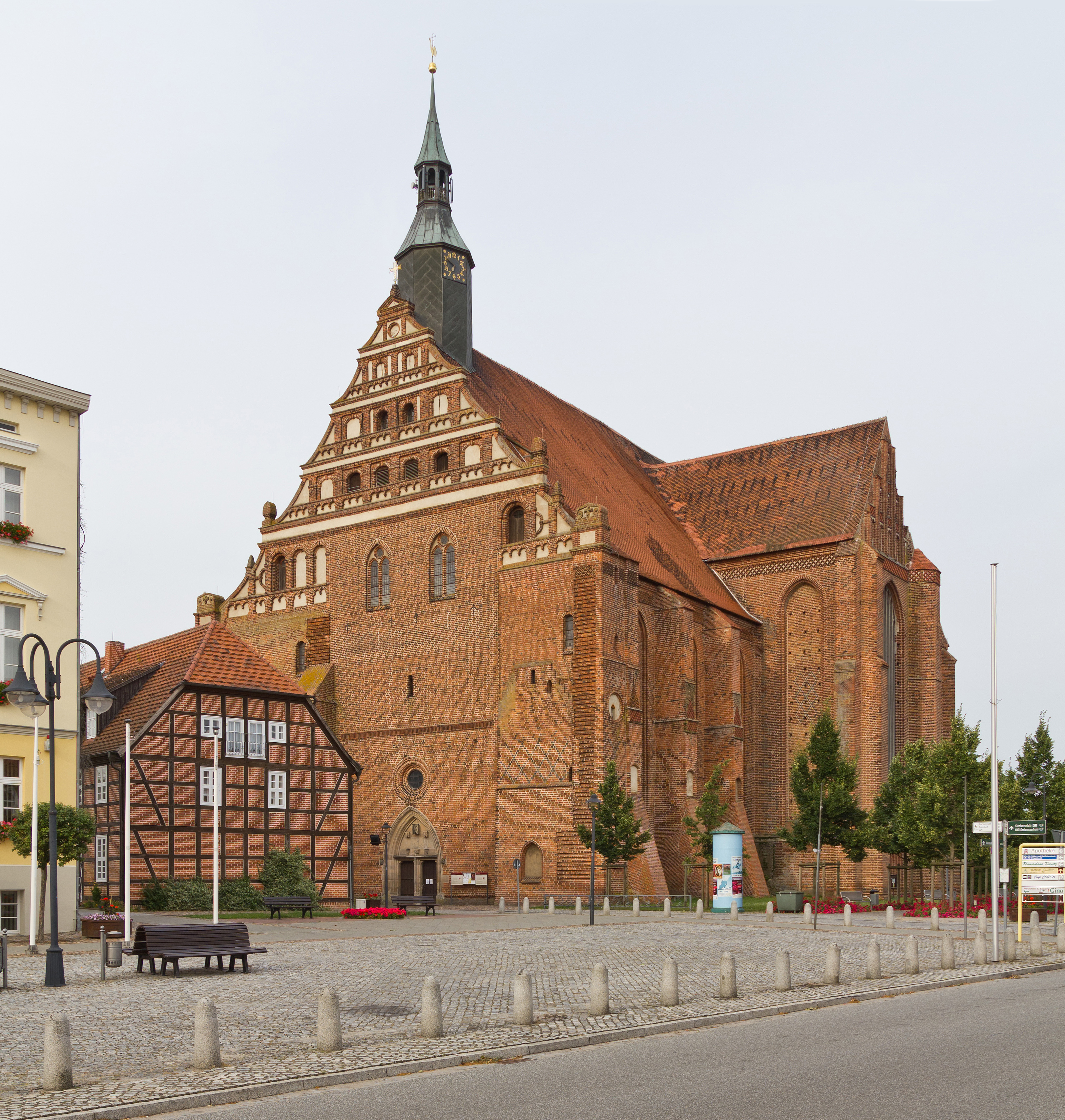
Heilig Bloedkerk, Bad Wilsnack
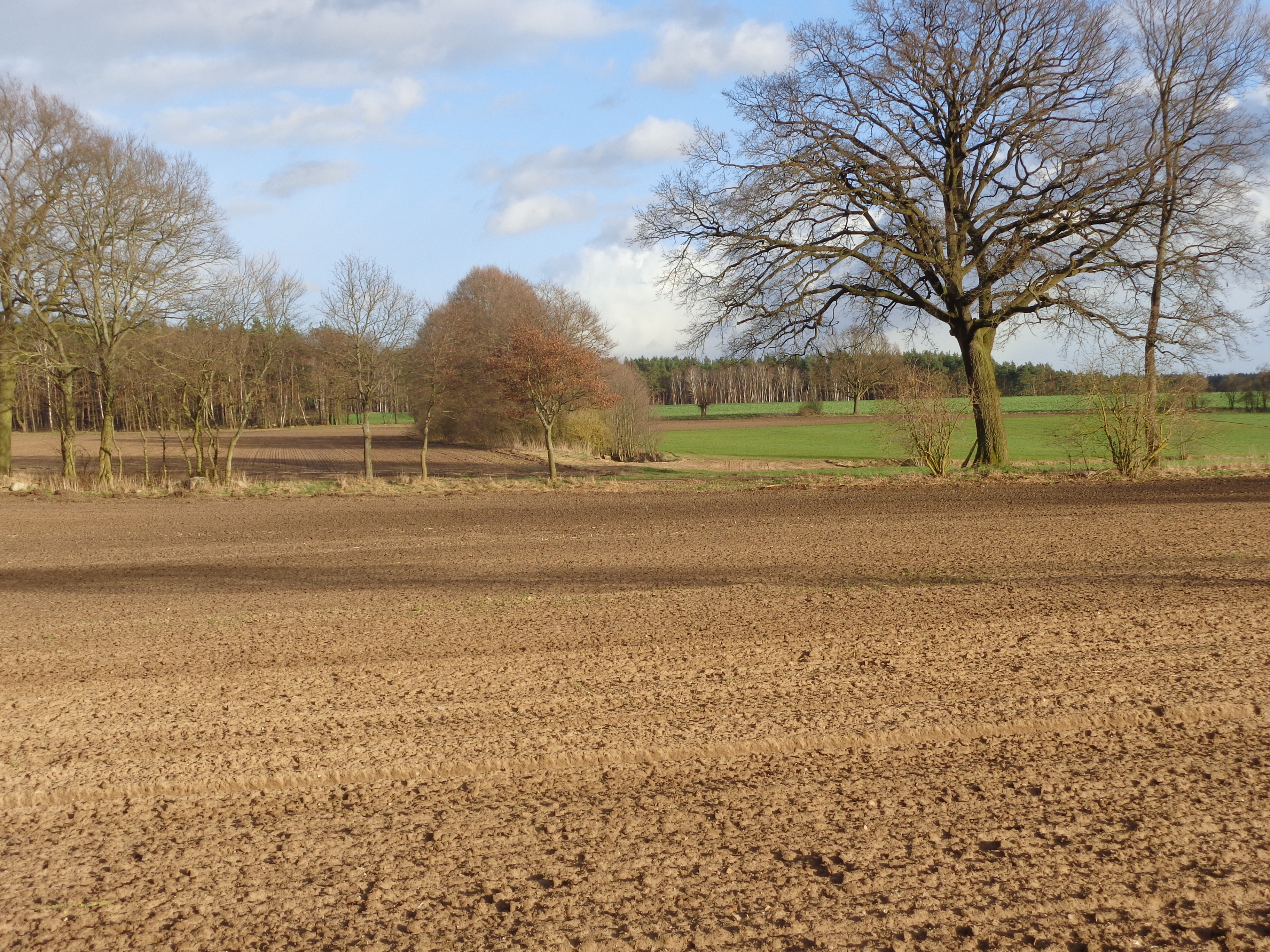
Landschap in het noorden van de Prignitz ten NO van Perleberg

De historische landstreek Prignitz, ook wel de Vormark genoemd, omvat de Landkreis Prignitz en het westelijke gedeelte van de aangrenzende Landkreis Ostprignitz-Ruppin. Door de Prignitz loopt de Autobahn A 24 en talrijke Bundesstraßen. Het spoorwegnet is vrij dicht, hoewel in de periode vanaf circa 1960 veel kleine spoorlijnen als zijnde niet meer rendabel zijn opgeheven en veelal ook verwijderd. Een belangrijk station is dat van Wittenberge, aan o.a. de spoorlijn Berlijn - Hamburg.
De naam komt uit de tijd, dat hier Slavische volkeren woonden; het oude Polabische woord pregynica wordt vertaald met ontoegankelijk bosgebied. Het landschap is gekenmerkt door zogenaamde oude morenen uit de laatste ijstijd, het Weichselien, toen dit gebied omstreeks 12.000 jaar geleden een toendra geweest is. De streek is voor het grootste deel met akker- en weiland bedekt. In de Prignitz liggen veel kleine steden, zoals Wittenberge, Wittstock/Dosse, Pritzwalk, Perleberg en Havelberg.
De streek was al in de Jonge Steentijd bewoond; rond het begin van de jaartelling leefden in dit tamelijk vruchtbare gebied Germanen, zoals Semnonen. Later, in de 7e-10e eeuw, woonden hier Slavische volkeren; ten tijde van de Oostkolonisatie (12e-13e eeuw) immigreerden mensen uit het westen en zuidwesten van de Duitse landen, waartoe in die tijd ook Vlaanderen gerekend kon worden. De Slavische plaats- en waternamen bleven, in verduitste vorm, gehandhaafd. In de middeleeuwen ontstonden verscheidene Duitse dorpen en stadjes bij door Slavische mensen gebouwde ringwallen, vaak aan een kruising van een handelsweg en een rivier. Een aantal kleine steden in de Prignitz behoorde in de middeleeuwen en de 16e eeuw tot de Hanze. 
In de 14e-16e eeuw was er tijdelijk economische bloei door een vroege vorm van toerisme; zeer veel pelgrims bezochten de bedevaartkerk van Wilsnack, waar in 1383 een Heilig-Bloedwonder zou zijn gebeurd. In de 16e eeuw  werd de streek ten gevolge van de Reformatie protestants. Voor de geschiedenis van dit gebied tot circa 1914 zie ook: Brandenburg-Pruisen. 
Van 1949 tot 1990 lag de streek in het uiterste noordwesten van de DDR, na de Duitse hereniging is de Pregnitz tot de Duitse deelstaat Brandenburg gaan behoren.
Toerisme in de Pregnitz is gericht op liefhebbers van lange fietstochten, waarvoor, vooral langs de rivieren, talrijke routes zijn uitgezet. De diverse kleine steden hebben vaak delen van de historische stadskern behouden, met een middeleeuws kerkgebouw of kasteel.
Een culinaire specialiteit van de Prignitz is zogenaamde Knieperkohl. Dit is een variant op zuurkool, waarin niet alleen wittekool, maar ook mergkool en kleine hoeveelheden van nog andere koolsoorten zijn verwerkt.
Barnim · Brandenburg an der Havel · Cottbus · Dahme-Spreewald · Elbe-Elster · Frankfurt (Oder) · Havelland · Märkisch Oderland · Oberhavel · Oberspreewald-Lausitz · Oder-Spree · Ostprignitz-Ruppin · Potsdam · Potsdam-Mittelmark · Prignitz · Spree-Neiße · Teltow-Fläming · Uckermark
Bad Wilsnack ·
Berge ·
Breese ·
Cumlosen ·
Gerdshagen ·
Groß Pankow (Prignitz) ·
Gülitz-Reetz ·
Gumtow ·
Halenbeck-Rohlsdorf ·
Karstädt ·
Kümmernitztal ·
Lanz ·
Legde/Quitzöbel ·
Lenzen (Elbe) ·
Lenzerwische ·
Marienfließ ·
Meyenburg ·
Perleberg ·
Pirow ·
Plattenburg ·
Pritzwalk ·
Putlitz ·
Rühstädt ·
Triglitz ·
Weisen ·
Wittenberge